# Chlumetia scelerata
Chlumetia scelerata là một loài bướm đêm trong họ Noctuidae.